# كأس العراق 1987–88
فاز بهذه النسخة من بطولة لكأس العراق نادي الرشيد بعد فوزه في المباراة النهائية على نادي الزوراء بركلات الترجيح (4-3) بعد انتهاء الوقتين الأصلي والإضافي بالتعادل بدون أهداف.